# Biblioteca comunale Ubaldo Mazzini
La Biblioteca comunale Ubaldo Mazzini è la biblioteca pubblica più antica della Spezia. 
È una biblioteca di conservazione orientata al settore umanistico, storico e letterario, in particolare agli studi di storia locale e lunigianese. A questa impostazione si aggiunge quella di biblioteca di informazione generale e divulgativa.

## Storia
La biblioteca "Ubaldo Mazzini" è ufficialmente istituita nel 1898, quando il Consiglio comunale della Spezia viene in possesso di atti, patrimoni e documenti della “Società di incoraggiamento per l'educazione morale e industriale di Spezia”; ma la sua vera origine risale al 1835 in concomitanza con l'istituzione della Società d'incoraggiamento stessa. Come la maggioranza delle biblioteche italiane, anch'essa ha avuto un momento di stasi all'inizio del XX secolo, cui è seguita una ripresa nel secondo dopoguerra.

### Fondazione e gestione della "Società d'incoraggiamento"
La Società di incoraggiamento per l'educazione morale e industriale di Spezia nasce nel 1835 con lo scopo di sostenere l'istruzione e la vitalità culturale dell'ambiente cittadino secondo uno spirito da un lato cooperativistico-cristiano, dall'altro di matrice massonica.
Fin dal 1842 la biblioteca è gestita esclusivamente dai soci della Società d'incoraggiamento e ha la sua sede al piano terreno del Teatro Civico. 
La fisionomia organica originaria della Biblioteca venne incrementata dal flusso degli storici manoscritti provenienti dalle librerie claustrali soppresse con la legge del 7 luglio 1866. 

### Il passaggio della gestione al Comune

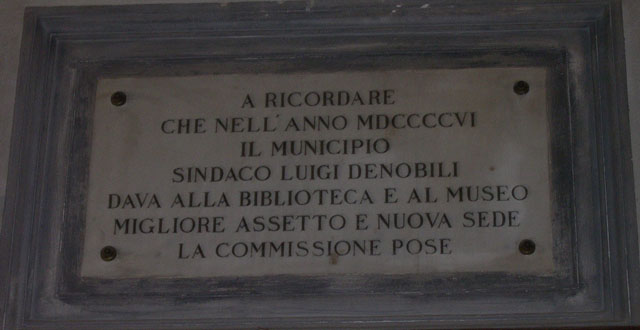
Lapide a ricordo del trasferimento della biblioteca nel Palazzo Crozza

Il ministro Cesare Correnti chiede al sindaco della Spezia di contribuire alle spese della Società d'incoraggiamento per migliorare la gestione dei patrimoni librari e rispondere ad una sempre più esigente richiesta di accesso alle strutture culturali pubbliche.
Con i contributi del Comune la Società mantiene per qualche decennio la gestione della Biblioteca, fino a quando, nel 1898, na cede la gestione al Comune. La sede della Biblioteca rimane comunque ubicata al piano terreno del Teatro Civico.
A seguito di una proposta di un gruppo di intellettuali spezzini, nel 1906 la Biblioteca viene trasferita nell'attuale sede di Palazzo Crozza in corso Cavour. 
La direzione del trasferimento e della sistemazione dei volumi viene affidata a Ubaldo Mazzini, figura di riferimento nell'ambiente culturale spezzino e già direttore della Biblioteca. 
Una lapide viene posta sopra l'ingresso, a ricordo del sindaco Luigi De Nobili che si era adoperato per dare alla Biblioteca la nuova sede.

### I danni della II guerra mondiale
Nel 1943, quando iniziano i bombardamenti sistematici della piazzaforte spezzina e si avverte la possibilità che il palazzo della Biblioteca possa subire danni, la quasi totalità dei volumi viene trasferita presso la chiesa di San Carlo a Borghetto Vara. 

Purtroppo la guerra conduce le azioni proprio nella val di Vara e il magazzino che conteneva i volumi viene distrutto. 
I volumi, recuperati appena possibile, risultano deteriorati e alcuni vanno dispersi. Nel dopoguerra il patrimonio librario viene restaurato e riordinato.

### Verso il sistema bibliotecario urbano della Spezia
Dagli anni ottanta del XX secolo in poi si avverte l'esigenza di coordinare le varie altre biblioteche della provincia che sono intanto venute costituendosi grazie a fondi di varia provenienza e si arriva così a creare il Sistema bibliotecario urbano articolato in biblioteche comunali, scolastiche e di altri enti.
Nel febbraio del 1986 viene inaugurata la Biblioteca civica P. M. Beghi con la funzione di secondo polo bibliotecario cittadino, caratterizzato da un sistema più adatto alle esigenze di consultazione immediata per le diverse fasce d'età, mentre la Biblioteca Mazzini continua a seguire la sua vocazione naturale di Biblioteca storica.
Nel 2001 palazzo Crozza, sede della storica biblioteca cittadina viene restaurato.

## Il patrimonio
La biblioteca conserva 142.000 documenti, fra volumi e opuscoli. In particolare:
- 49 corali miniati e incunaboli
- 974 cinquecentine
- 1231 seicentine
- 4130 settecentine
- 162 riviste correnti
- 754 riviste cessate

La Biblioteca custodisce inoltre l'Archivio Storico Comunale, che comprende 2.200 unità archivistiche che vanno dal tardo Medioevo fino alla seconda metà del XIX secolo.
Palazzo Crozza ha anche ospitato le raccolte del Museo  civico archeologico fino al loro definitivo trasferimento, nel 1984, nel Castello San Giorgio.
Fino al 2005 la “Biblioteca Mazzini” ospitava la biblioteca specialistica della sezione spezzina dell'Istituto Internazionale di Studi Liguri, con pubblicazioni sulla Liguria antica; oggi questa biblioteca specializzata è custodita presso l'Accademia lunigianese di scienze.

## Personalità della cultura spezzina
La Biblioteca si è sviluppata notevolmente grazie anche al lavoro di personalità di riferimento nel contesto culturale spezzino. In particolare Giovanni Capellini e i direttori Ubaldo Mazzini e Ubaldo Formentini. Grazie al loro lavoro in collaborazione con il Giornale storico e letterario della Liguria, che ha sempre avuto sede presso la Biblioteca stessa, si sono sviluppati i vari comparti dell'indagine storico-culturale sull'area spezzino-lunigianese, in particolare quelli artistico-etnografico, geologico e archeologico.
Nel tempo la biblioteca andò arricchendosi degli storici lasciti, oltre dello stesso U.Mazzini, di quelli di  A. Carletti, F. Federici, L. Viale, A. Zanghini, ma soprattutto di quello, eccezionalmente consistente, del conte Giovanni Sforza di Montignoso, illustre storico e letterato, depositato nel 1922.

## La sede

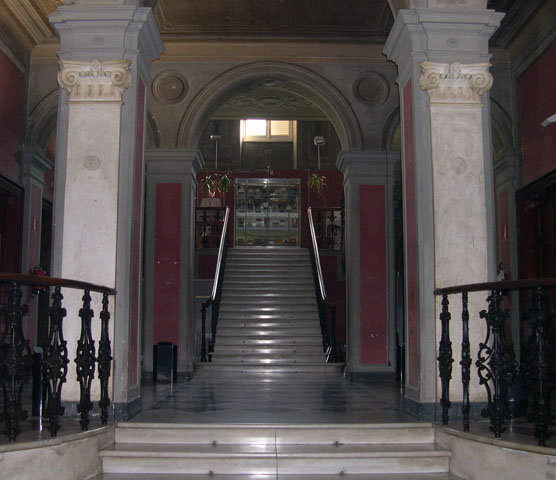
Lo scalone all'ingresso al piano nobile

Palazzo Crozza era in passato la residenza suburbana della nobile famiglia Crozza. L'edificio, progettato dall'architetto Piaggio, è caratterizzato da un ampio scalone antistante l'imponente ingresso che conduce alla sala di lettura principale. 
Il soffitto è decorato da affreschi di Cesare Agretti e Annibale Brugnoli.
Dopo i lavori di ristrutturazione del 2001 la sala è stata arricchita da lampade poste sulle scrivanie di lettura.

## I servizi della biblioteca

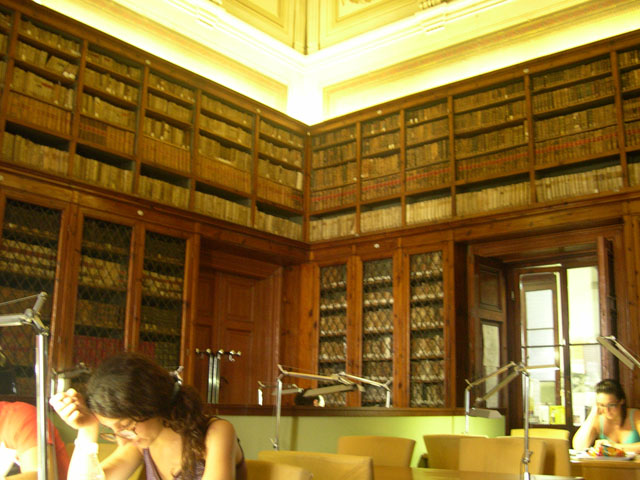
Sala di lettura della biblioteca

La biblioteca consente di consultare i volumi a disposizione, diversi quotidiani e riviste, conservati nell'emeroteca, la Gazzetta Ufficiale del Regno d'Italia, le carte geografiche ed il materiale digitalizzato.
La tessera della biblioteca consente inoltre di prendere in prestito uno o due libri di tutte le biblioteche del sistema bibliotecario urbano della Spezia o delle biblioteche italiane che aderiscono al sistema del prestito interbibliotecario.
I libri conservati in questa e nelle altre biblioteche spezzine sono catalogati sul sito del sistema bibliotecario urbano a disposizione degli utenti. Inoltre è possibile consultare i volumi del XV secolo e i documenti dell'Archivio Storico.
In biblioteca vengono organizzate iniziative culturali soprattutto legate alla conoscenza del territorio e delle tradizioni locali.

## La biblioteca nel tessuto sociale
La biblioteca oltre a essere il centro principale di raccolta di materiale di storia locale è da diversi anni un luogo di ritrovo per i molti studenti che qui trovano un luogo ideale per lo studio.
Sono state disposte tre sale al piano terra, che insieme alla sala di lettura principale del primo piano, rispondono, almeno relativamente, alla richiesta di spazi per lo studio da parte di un pubblico per la maggioranza giovane.

## Altre immagini

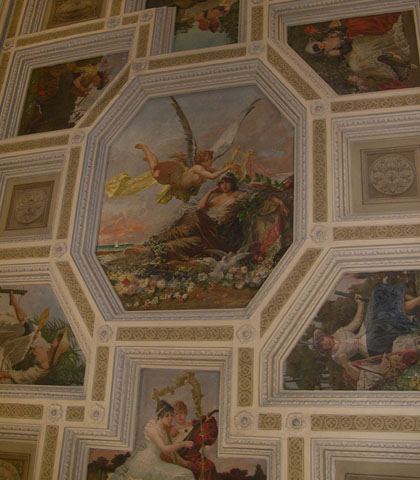
Affreschi di Annibale Brugnoli e  Cesare Agretti nella sala di lettura
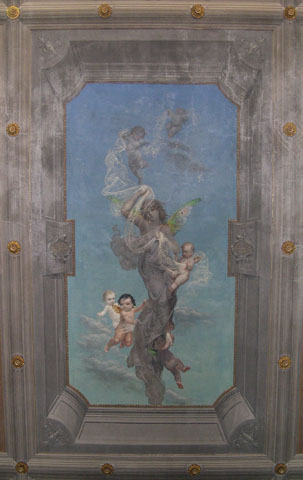
Affreschi di Annibale Brugnoli e Cesare Agretti sopra lo scalone
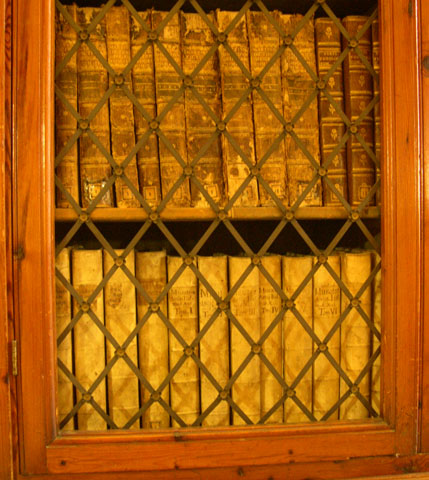
Antichi volumi conservati nella sala di lettura della biblioteca
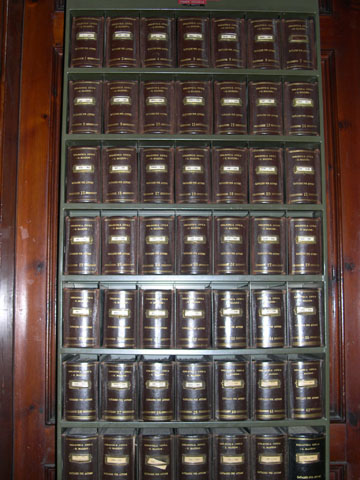
Il vecchio catalogo bibliotecario, modello Staderini